# Залізна квітка Буенос-Айреса
Залізна квітка Буенос-Айреса (ісп. Floralis Genérica) — це скульптура зі сталі та алюмінію у Буенос-Айресі, яку подарував місту аргентинський архітектор Едуардо Каталано.

## Опис

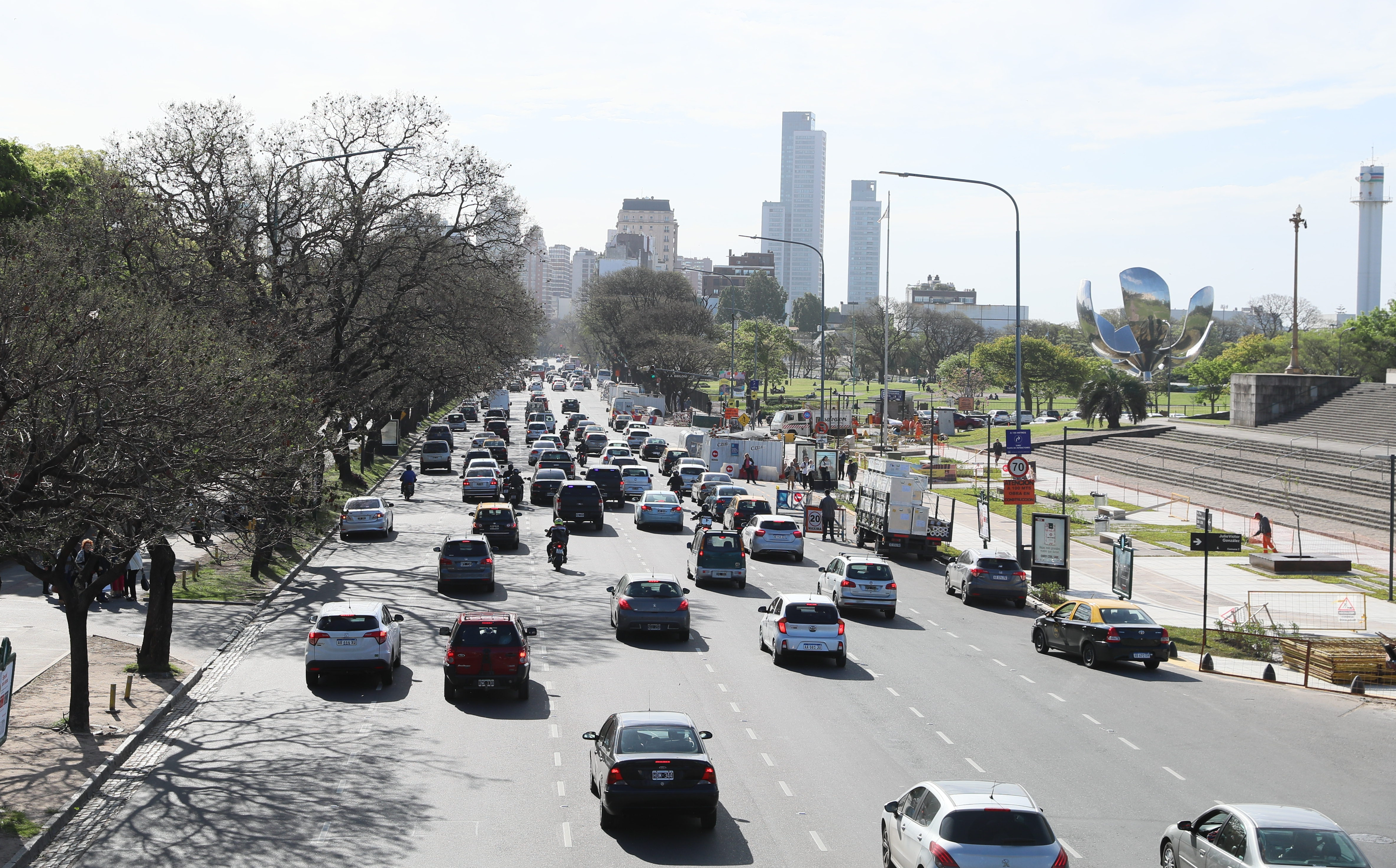
Вид на скульптуру з вул. Фігероа Алькорта

Залізна квітка Буенос-Айреса розташована на площі Об'єднаних націй, що на проспекті Фігерjа Алькорта у районі Реколета.
Скульптура була створена в 2002 році та урочисто відкрита 13 квітня.

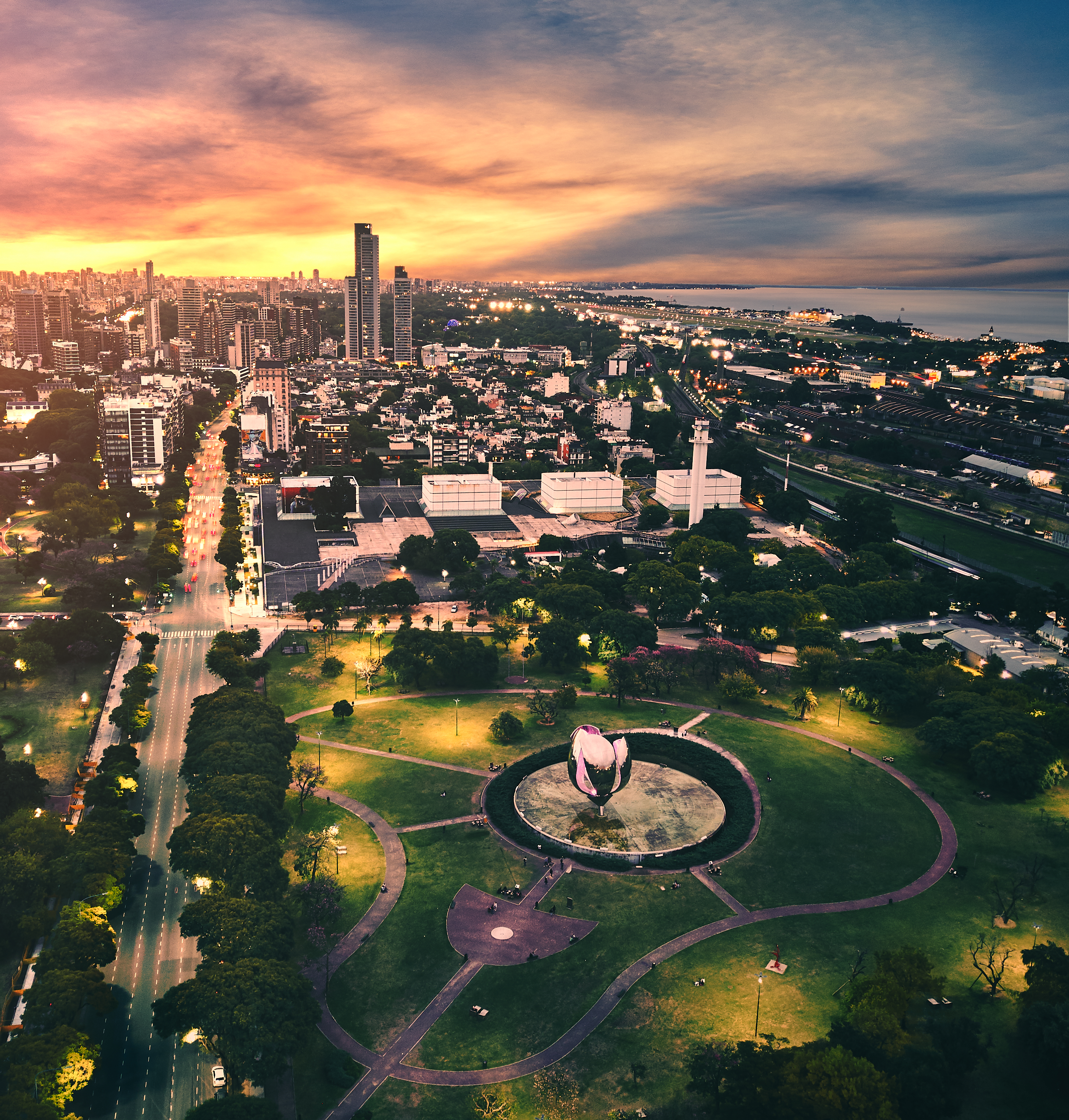
Вид на «Квітку» згори

Скульптура розташована в центрі парку площею чотири гектари серед дерев, оточена стежками, з яких можна дивитися на монумент з різних ракурсів. Вона розташована над дзеркальним басейном з водою, який, окрім своєї естетичної функції, захищає її. Скульптура зображує велику квітку, виготовлену з нержавіючої сталі зі скелетом з алюмінію і армованого бетону, яка дивиться на небо, розкриваючи свої шість пелюсток. Вага скульптури становить вісімнадцять тонн, а її висота — 23 метри.

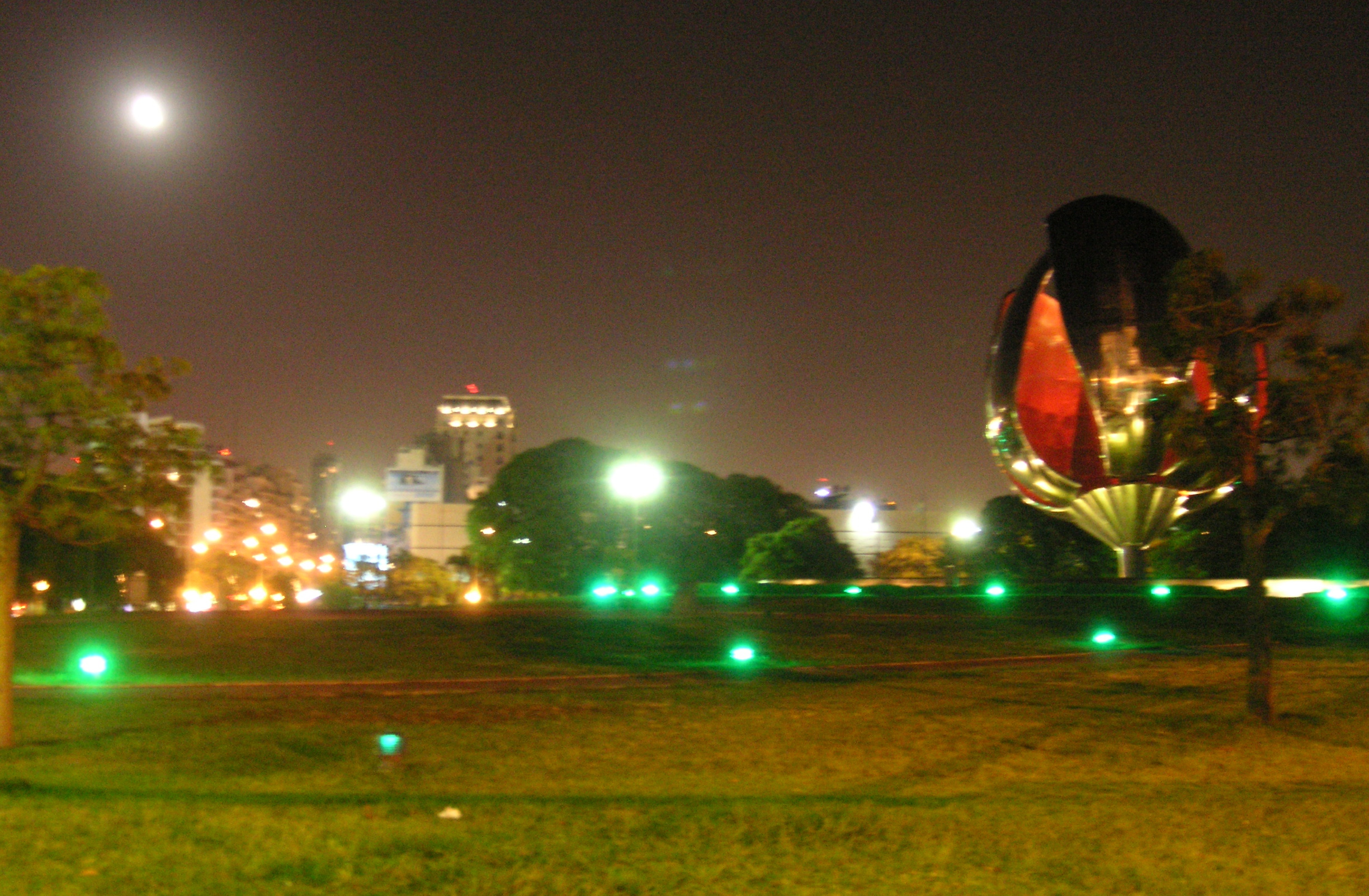
Закрита «Квітка» вночі

Вона розроблена так, щоб була спроможна рухатись, закриваючи свої пелюстки ввечері і відкриваючи їх зранку. Каталано колись сказав, що ця квітка «є синтезом всіх квітів і, водночас, надією, яка народжується щодня при відкритті».
Однією з особливостей квітки є гідромеханічна система, яка під управлінням електронної системи автоматично відкриває та закриває пелюстки в залежності від часу доби. На ніч квітка закривається, випромінюючи червоне сяйво зсередини, і знову відкривається («…відроджується…») наступного ранку о восьмій. Цей механізм також закриває квітку, якщо дме сильний вітер.
Є чотири особливі ночі, в які пелюстки відкриті: 25 травня, 21 вересня, 24 грудня і 31 грудня.
За словами її автора Едуардо Каталано Floralis «означає приналежність до флори, а отже, до квітів», а Genérica «походить від поняття „гендер“ і вказує на те, що вона представляє всі квіти у світі».
Електроніка, яка відкривала і закривала квітку, була відключена в 2010 році, щоб запобігти пошкодженню скульптури, і пелюстки залишалися постійно відкритими до 2015 року. Це було пов'язано з тим, що одна з пелюсток була неправильно встановлена під час її складання, як зазначає сам Каталано. Компанія, відповідальна за будівництво, Lockheed Martin Aircraft Argentina, надала 25-річну гарантію, але оскільки вона була націоналізована в 2009 році її ремонт було відкладено. Механізм знову запрацював 10 червня 2015 року. Також було додано нове LED-освітлення та автоматичні сенсори. Роботи виконував інженер Сальвадор Сорбельйо, співробітник Національного технологічного університету.
Рано вранці 17 грудня 2023 року частини скульптури (включно з головною пелюсткою) впали через несприятливі погодні умови.

## Розміри
- Висота 23 м.
- Діаметр:
  - Закриті пелюстки : 26 м
  - Розкриті пелюстки: 32 м
- Діаметр дзеркального басейну: 44м[8]